# Fuji Velvia

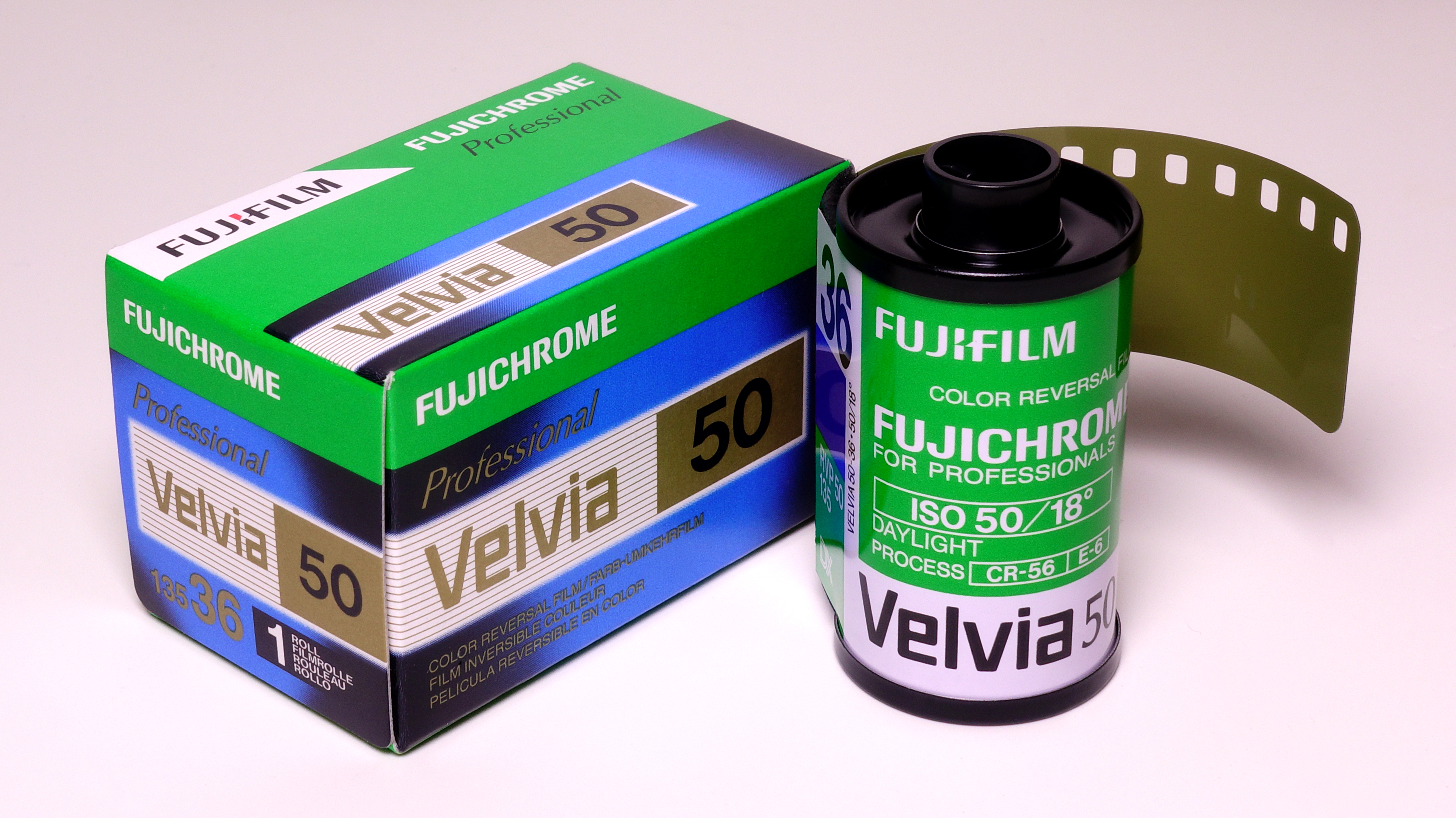
Fujichrome Velvia 50

Der Fujichrome Velvia 50 Diafilm ist ein Film der Marke Fujifilm Ltd. mit Sitz in Japan. Er ist ein ISO 50/18° Tageslichtumkehrfilm und auf eine mittlere Farbtemperatur von 5000K geeicht.
Der maximale Kontrastumfang des Films liegt bei 1:1000 und ca. 10 Blenden Dynamikumfang. Der Film erzeugt hohe Kontraste und intensive Farben mit einer recht neutralen Farbbalance in der Grauachse. Er lässt sich problemlos bis zu 1 Blende über- oder unterbelichten.
Dadurch lässt er sich sehr gut zur Reproduktion von Landschaft, Herbst, Himmelsfarben und Sonnenauf- sowie Sonnenuntergängen verwenden.
Durch sein feines Korn (RMS 8-9) und sehr hohes Auflösungsvermögen von ca. 40-55Lp/mm bzw. 80 -110l/mm (Kontrast: 1:1,6) eignet er sich ebenfalls für qualitativ hochwertige Sach- und Architekturaufnahmen.
Bei Langzeitbelichtungen ab etwa einer Minute Belichtungszeit tritt der Schwarzschildeffekt auf. Sein Auflösungsvermögen bei Kleinbild-Film (24x36mm) entspricht bei korrekter Belichtung ca. 5,5-10,5 Megapixeln je nach Motivkontrast. In der Praxis ergeben sich meist Werte um 6-8 Megapixeln bei Verwendung eines Stativs und Benutzung eines qualitativ hochwertigen Objektivs. Entwickelt wird der Film im E-6 Prozess. Den Velvia 50er Film gibt es als Kleinbild- und Rollfilm.
| Kontrast | Lp/mm | L/mm | Mpx  |
| -------- | ----- | ---- | ---- |
| 1:1000   | 80    | 160  | 22,1 |
| 1: 875   | 75    | 150  | 19,4 |
| 1: 750   | 70    | 140  | 16,9 |
| 1: 625   | 65    | 130  | 14,6 |
| 1: 500   | 60    | 120  | 12,4 |
| 1: 438   | 55    | 110  | 10,5 |
| 1: 375   | 50    | 100  | 8,6  |
| 1: 250   | 45    | 90   | 7,0  |
| 1: 1,6   | 40    | 80   | 5,5  |
| 1: 1,5   | 35    | 70   | 4,2  |
| 1: 1,3   | 30    | 60   | 3,1  |
| 1: 1,2   | 25    | 50   | 2,2  |
| 1: 1     | 20    | 40   | 1,4  |
| 1: 0,8   | 15    | 30   | 0,8  |
| 1: 0,5   | 10    | 20   | 0,4  |
| 1: 0,3   | 5     | 10   | 0,1  |